# Танго (1984)
«Та́нго» — композиция из альбома «Автоматический комплект» («АК»), записанная Юрием Чернавским в 1984 году.

## История создания
Заканчивая «АК», Юрий понимал, что музыка на альбоме, мягко говоря, может показаться странной в СССР 1980-х годов. Поэтому, настроив ритм, он неожиданно наиграл старомодную мелодию, кстати не менее странную…
Такой финал альбома понравился Юрию, и он назвал композицию «Танго».

«Выше Радуги» (кадр из фильма, 1986)

## Дальнейшая судьба композиции

### Фильм «Выше радуги»
Режиссёр Георгий Юнгвальд-Хилькевич как-то, во время работы над фильмом «Выше Радуги», услышал «Танго» и немедленно взял композицию в фильм.
После выхода фильма мелодия стала популярной (некоторые считали её народной — латиноамериканской) и часто звучала в заставках радио и ТВ, включая мелодию-тему программы «Польская мода», и т. п.

#### «Город» Е. Куликов
Эстрадная песня, слова — Богдан Харченко, исполнили — Евгений Куликов и группа «Куликово Поле» (1989), клип (1990).

### «Танго» («Excuse me girl, if I broke your heart»)
Во время записи Чернавским альбома «Beyond the Banana Islands» («По ту сторону Банановых Островов», 1993, Берлин, Германия), Bruce Hammond, автор текстов для альбома, написал на музыку «Танго» текст. Песня называлась «Excuse me girl, if I broke your heart» («Прости меня, девушка, если я разбил твоё сердце»).
Aльбом «Beyond the Banana Islands» был выпущен в России лейблом «General Records». Эта работа сделана в стиле электро-фьюжн и пользуется большим уважением российских профессиональных музыкантов. Хотя никакой рекламы альбома в России не было.
…Все это заманивает, затягивает, бьет по голове, но, честно говоря, крайне далек этот альбом от народа, даже дальше, чем «по ту сторону»…

«Танго разбитых сердец». В. Леонтьев (1998)

(28.08.2008, Ксения Рождественская)

### «Танго разбитых сердец»В. Леонтьев
В 1995 году Валерий Леонтьев приехал в Голливуд на записи к Чернавскому. Чернавский, в процессе работы над новым альбомом, предложил Леонтьеву мелодию песни «Excuse me girl, if I brought your heart» и попросил поэта Александра Маркевича написать для этой мелодии текст на русском языке. Записанная песня, под названием «Танго разбитых сердец», вошла в альбом Леонтьева «По дороге в Голливуд».
Шоу В. Леонтьева «По дороге в Голливуд» было показано в концертных залах всей России и было уникальным по своей технологии и популярности среди зрителей 1990-х годов. Центральной песней шоу была песня — «Танго разбитых сердец».
— В. Леонтьев: Самый известный хит был «Маргарита», а потом, когда он уже переехал из Германии в Лос-Анджелес, тогда я поехал к нему, и мы записали альбом «По дороге в Голливуд»…
— М. Ганапольский: Я не могу прокомментировать, потому что это очень смешно. Еще раз повторяю. Представьте себе Лос-Анджелес, пальмы, ну, заграница в общем. Где-то там Спилберги ходят, вот, рядом, что-то вот рядом кино, такой дом с бассейном и стоит как дополнительный домик еще, заходишь туда, там две тонны аппаратуры. Вся мыслимая и немыслимая аппаратура стоит, мигают всякие лампочки. И ты думаешь, что же здесь происходит, нажимаешь на кнопку — песня Леонтьева звучит.
Человек бог знает где, это надо было куда-то ехать, для того чтобы опять Леонтьеву делать очередную пластинку. Это было немыслимо, мы хохотали просто совершенно невероятно, причем фамилия "Леонтьев" произносится чаще имени сына, который там у Чернавского клипмейкер и делал клип «Бекстрит Бойз». Вообще это, могу сказать сразу, феноменально — ваш союз с ним…
По-моему, вы очень много ей (Америке — ред.) внимания уделили.

— В. Леонтьев: Да не столько Америке, сколько музыке, сколько складу мысли Чернавского…

«Танго-танго…». Балет Валерия Леонтьева «Опасные связи» (2005)

Композиция «Танго» также исполнялась балетом «Тодес» п/у А. Духовой, на крупнейших прощадках страны и за рубежом.